# Bothriomyrmex hispanicus
Bothriomyrmex hispanicus är en myrart som beskrevs av Santschi 1922. Bothriomyrmex hispanicus ingår i släktet Bothriomyrmex och familjen myror. Inga underarter finns listade.